# Zendmast Sint-Pieters-Leeuw
De zendmast van Sint-Pieters-Leeuw (soms ook de VRT-toren van Sint-Pieters-Leeuw genoemd) is een vrijstaande betonnen toren voor radio- en televisietransmissie in Sint-Pieters-Leeuw in Vlaams-Brabant. De toren is sinds 2009 eigendom van Norkring België en werd tussen 1991 en 1994 gebouwd voor de VRT. De betonnen toren met mast is 302 meter hoog, heeft een diameter van 27 m aan de basis en 1,3 m aan de top en is het hoogste bouwwerk van België. Daardoor is hij in het vlakke of licht glooiende landschap van Henegouwen, Vlaams-Brabant, Waals-Brabant en Oost-Vlaanderen al vanop een dertigtal kilometer zichtbaar. Op 193 m hoogte is een platform met communicatieapparatuur.
De toren werd opgetrokken om de ontvangst van VRT-uitzendingen in Brussel te verbeteren, nadat eerder de 315 m hoge mast van Zendstation Waver in oktober 1983 door een storm was geveld. 
De bouw werd verzorgd door de firma's Van Rymenant, Bouwbedrijf Reynders en Borie SAE (alle drie behorende tot het Franse Eiffage). De firma De Gregorio & Partners stond in voor de architectuur. Technum deed het studiewerk en de berekeningen.